# Disputa di Simon Mago e crocifissione di san Pietro
La Disputa di Simon Mago e crocifissione di san Pietro è un affresco di Filippino Lippi che decora la Cappella Brancacci nella chiesa di Santa Maria del Carmine a Firenze. L'opera (230x598 cm) è databile al 1482-1485 circa. 

## Storia

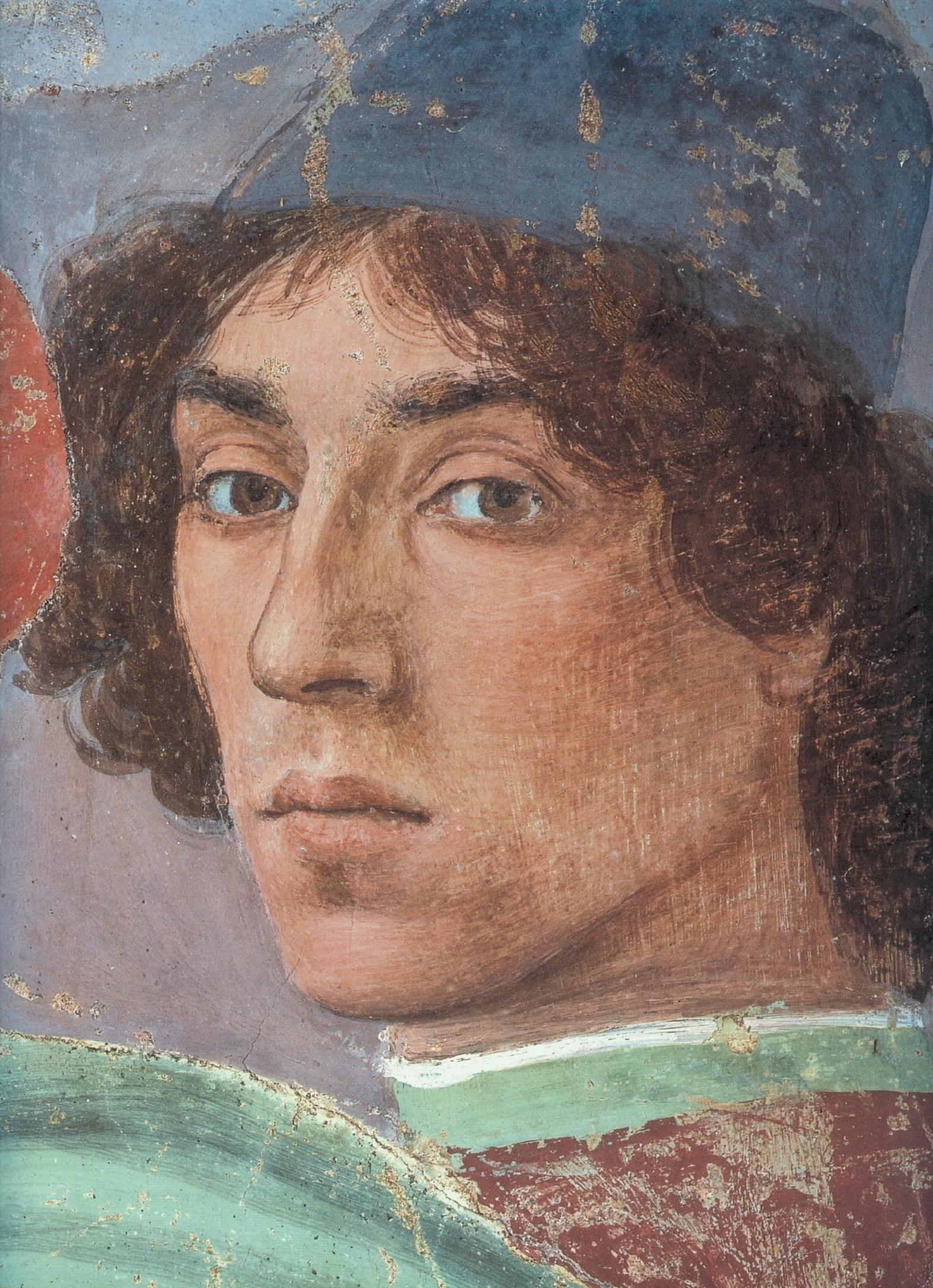
L'autoritratto di Filippino nella Disputa

La decorazione della Cappella Brancacci rimase incompiuta probabilmente per la partenza di Masaccio per Roma nel 1427, dove trovò la morte. Inoltre l'esilio del committente Felice Brancacci nel 1436 bloccò qualsiasi possibilità di completamento da parte di altri artisti, anzi è probabile che alcune parti già dipinte da Masaccio vennero martellate via in una sorta di damnatio memoriae poiché contenenti ritratti dei Brancacci. 
Solo con la riammissione della famiglia in città nel 1480 si poté procedere al completamento, affidando il compito all'artista tutto sommato più fedele alla tradizione di Masaccio, Filippino, figlio di Filippo Lippi, primo allievo del grande innovatore della pittura fiorentina.
Si ritiene che Masaccio avesse già dipinto una Crocifissione di san Pietro dietro l'altare, che venne smantellata verso il 1458 quando la cappella venne ridedicata alla Madonna del Popolo, nome di una tavola duecentesca che ancora vi si trova, richiedendo la risistemazione della parete retrostante. 

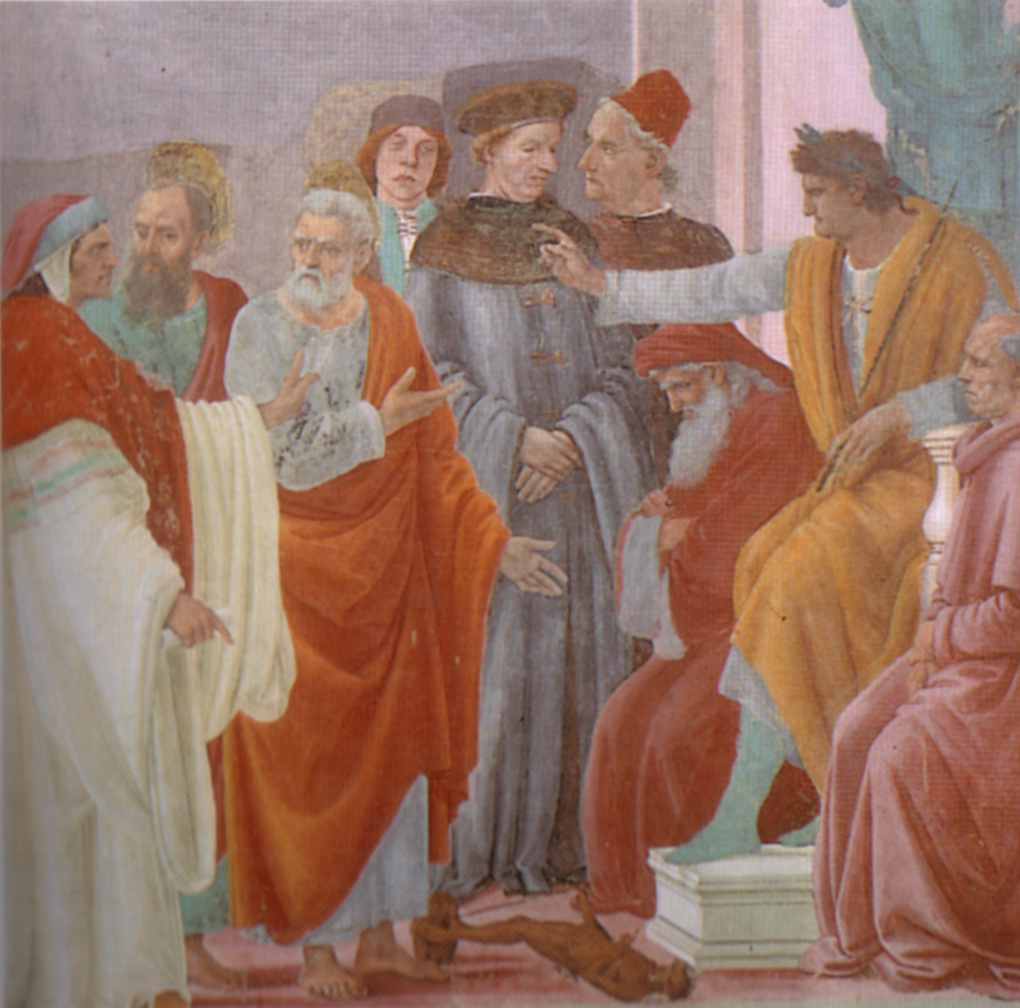
Dettaglio del giudizio di Nerone

L'intervento del Lippi non è esattamente documentato, ma databile grazie ad alcuni indizi citati dal Vasari al 1485 circa, anni in cui il pittore, allora venticinquenne, iniziava a ricevere commissioni personali importanti.

## Descrizione
La grande scena della Disputa di Simon Mago e crocifissione di san Pietro occupa il registro inferiore della parete destra. Fuori dalle mura della città (Roma, riconoscibile dalla piramide di Caio Cestio sulle Mura aureliane e dagli edifici che spuntano oltre la merlatura) si vede a destra la disputa tra Simon Mago e i santi Pietro e Paolo davanti a Nerone. Ciò è dovuto alla sfida che Pietro propose al mago, di indovinare il suo pensiero alla presenza dell'imperatore; il gesto di condanna grave ed eloquente di quest'ultimo, con l'idolo pagano abbattuto ai suoi piedi, testimonia la sconfitta di Simone. 
A sinistra invece ha luogo la crocifissione del santo che sta per venire appeso a testa all'in giù per il suo rifiuto di essere crocifisso come il Cristo. Il corpo del santo dimostra la straordinaria capacità di resa anatomica ormai acquisita all'epoca di Lorenzo il Magnifico.
La scena è ricca di ritratti. Il giovane col berretto all'estrema destra è l'autoritratto di Filippino. Il vecchio col berretto rosso nel gruppo vicino a San Pietro e Simon Mago è Antonio del Pollaiolo. Il ragazzo che invece sta sotto l'arco e guarda verso lo spettatore è il ritratto di Sandro Botticelli, amico e maestro di Filippino. Nella figura di Simon Mago alcuni hanno voluto leggere un ritratto di Dante Alighieri, celebrato come creatore del volgare illustre col quale componevano Lorenzo il Magnifico e Agnolo Poliziano.
Il dolce brano di paesaggio che si intravede dal portale ad arco della città non ha niente a che fare con gli aridi scenari del primissimo Quattrocento, addolciti gradualmente solo in seguito da Domenico Veneziano e altri sull'esempio nordico.

## Stile
Filippino cercò di temperare il suo stile, adeguando la sua tavolozza alla cromia degli affreschi più antichi e mantenendo la solenne impostazione delle figure, per non rompere l'omogeneità dell'insieme. Nonostante ciò il suo stile appare oggi facilmente riconoscibile, poiché improntato a un chiaroscuro più maturo e dotato della linea di contorno che è tipica dello stile intellettualistico del Rinascimento all'epoca di Lorenzo il Magnifico e che è opposto alla pittura "di getto" fatta di veloci stesure di colore e luce di Masaccio.